# Eth Portilhon
Eth Portilhon (en francès col du Portillon) és un coll de muntanya que es troba als Pirineus centrals, i que serveix com a pas transfronterer entre els estats francès i espanyol. S'eleva fins als 1.293 metres i serveix per unir les viles de Banhèras de Luishon (Nauta Garona) i Bossòst (Val d'Aran). El coll és un punt de pas habitual del Tour de França.

## Detalls de l'ascensió
Amb inici a Bossòst, l'ascensió té 8,6 quilòmetres de llargada en què se superen 583 metres de desnivell a una mitjana del 6,8% i rampes màximes de fins al 8,2%, a manca de tres quilòmetres pel cim.
Des de Banhèras de Luishon, l'ascensió té 10,2 quilòmetres de llargada, amb un desnivell a superar de 663 metres a una mitjana del 6,5%. Els darrers 7,9 quilòmetres tenen una mitjana del 8,4%, i rampes que s'enfilen fins al 13,9%.

## Ciclisme

### El Tour de França
Eth Portilhon va ser superat per primera vegada al Tour de França de 1957, i des d'aleshores s'ha superat en 19 ocasions, sent la darrera el 2014, quan el català Joaquim Rodríguez passà pel cim en primera posició.
| Any  | Etapa | Categoria | Inici                | Final               | Primer al cim              |
| ---- | ----- | --------- | -------------------- | ------------------- | -------------------------- |
| 2014 | 17    | 1         | Sent Gaudenç         | Pla d'Adet          | Joaquim Rodríguez (CAT)    |
| 2006 | 11    | 1         | Tarba                | Pla de Beret        | David de la Fuente (ESP)   |
| 2005 | 15    | 1         | Lesat                | Pla d'Adet          | Karsten Kroon (NED)        |
| 2003 | 14    | 1         | Sent Gironç          | Lodenvièla          | Richard Virenque (FRA)     |
| 2001 | 13    | 1         | Foix                 | Pla d'Adet          | Laurent Jalabert (FRA)     |
| 1999 | 15    | 1         | Sent Gaudenç         | Piau-Engaly         | Kurt Van De Wouwer (BEL)   |
| 1993 | 16    | 2         | Andorra              | Pla d'Adet          | Tony Rominger (SUI)        |
| 1979 | 1     | 1         | Florença             | Banhèras de Luishon | Jean-René Bernaudeau (FRA) |
| 1976 | 14    | 2         | Sent Gaudenç         | Pla d'Adet          | Pedro Torres (ESP)         |
| 1974 | 16    | 2         | La Seu d'Urgell      | Pla d'Adet          | Domingo Perurena (ESP)     |
| 1973 | 13    | 1         | La Guingueta d'Ix    | Banhèras de Luishon | Luis Ocaña (ESP)           |
| 1971 | 14    | 2         | Revèl                | Banhèras de Luishon | José Manuel Fuente (ESP)   |
| 1969 | 16    | 2         | Castellnou d'Arri    | Banhèras de Luishon | Raymond Delisle (FRA)      |
| 1967 | 16    | 2         | Tolosa de Llenguadoc | Banhèras de Luishon | Fernando Manzaneque (ESP)  |
| 1966 | 11    | 1         | Pau                  | Banhèras de Luishon | Marcello Mugnaini (ITA)    |
| 1964 | 15    | 2         | Tolosa de Llenguadoc | Banhèras de Luishon | Raymond Poulidor (FRA)     |
| 1963 | 11    | 2         | Banhèras de Bigòrra  | Banhèras de Luishon | Guy Ignolin (FRA)          |
| 1961 | 16    | 2         | Tolosa de Llenguadoc | Superbagnères       | Imerio Massignan (ITA)     |
| 1957 | 17    | 2         | Acs                  | Sent Gaudenç        | Désiré Keteleer (BEL)      |

### La Volta a Espanya
Tot i que en menor nombre que al Tour de França, la Volta a Espanya també ha emprat Eth Portilhon com a port de pas en diverses etapes:
| Any  | Etapa | Categoria | Inici     | Final        | Primer al cim          |
| ---- | ----- | --------- | --------- | ------------ | ---------------------- |
| 2003 | 8     | 1         | Cauterets | Pla de Beret | Joan Horrach (ESP)     |
| 1992 | 9     | 1         | Viella    | Luz Ardiden  | Carlos Hernández (ESP) |